# San Luigi dei Francesi
De San Luigi dei Francesi (Nederlands: H. Lodewijk van de Fransen) is een basiliek te Rome, en de kerk van de Franse gemeenschap in Italië. Ze staat naast het Palazzo Madama, de zetel van de Italiaanse Senaat in de wijk Campus Martius. In het fronton van de kerk prijkt het Franse wapenschild dat werd vervaardigd door Nicolas Mostaert.
De kerk is een titelkerk sinds 7 juni 1967, ingesteld door paus Paulus VI. Wanneer een kardinaal het emeritaat opneemt, blijft hij kardinaal en titulair bisschop in het bisdom Rome, met behoud van de titelkerk. Maar intussen is er wel al een andere aartsbisschop actief die mogelijk kardinaal wordt gecreëerd voor zijn voorganger overleden is. Doordat de verschillende aartsbisschoppen van Parijs recent het emeritaat opnamen, is dus de toewijzing aan deze kerk al enkele malen later dan de oorspronkelijke kardinaalscreatie gebeurd en kregen de betrokkenen eerst een andere titelkerk.
Het titularisschap is sinds 18 juli 2025 vacant.

## Geschiedenis
De San Luigi dei Francesi werd gebouwd in de 16e eeuw, op initiatief van kardinaal Julius de Medici, die later gekozen werd tot paus onder de naam Clemens VII. De bouw van de kerk begon in 1518, en ze werd ingewijd in 1589. Architecten waren o.a. Domenico Fontana en Giacomo della Porta. De naam ontleent ze aan Lodewijk de Heilige, die in Frankrijk regeerde van 1226 tot 1270 als Lodewijk IX. Deze koning werd in 1296 heilig verklaard.

## Interieur van de kerk
De San Luigi dei Francesi is een driebeukige kerk, met talrijke zijkapellen. Het front van de kerk is gebouwd in travertijn, een veelgebruikte steensoort in Rome.
Veel kunstenaars hebben een bijdrage geleverd aan het interieur van deze kerk, die aan de binnenkant nu vooral een barokke uitstraling kent. Zo maakten Charles-Joseph Natoire in 1756 de plafondschildering “De dood en tenhemelopneming van de Heilige Lodewijk”, Domenichino de schilderingen met het leven van de heilige Cecilia in een van de zijkapellen, en Girolamo Massei het altaarstuk van de H. Sebastiaan.
In de kerk zijn tevens veel gedenkstenen voor, en bustes van beroemde Franse Romeinen te zien, met name van Fransen die in de kerk begraven zijn. Een voorbeeld is een buste voor markies Georges de Pimodan, die in 1860 sneuvelde tijdens de Slag bij Castelfidardo. 

## De Contarelli-kapel
Het belangrijkste schilderwerk in de San Luigi dei Francesi vormt echter het werk van Caravaggio, in de vorm van drie schilderijen in de zogenaamde Contarelli-kapel. Deze kapel, die zich - vanaf de toegangsdeuren gerekend - links achter in de kerk bevindt, werd in de jaren 1597-1602 in opdracht van kardinaal Francesco del Monte voorzien van een drietal grootse schilderijen. Del Monte zette daarvoor zijn beschermeling Caravaggio aan het werk. De basis voor de opdracht werd gevormd door de nalatenschap van de Franse kardinaal Mathieu Cointrel (in het Italiaans: Matteo Contarelli), vandaar de thematiek van de schilderijen: scènes uit het leven van Sint-Matteüs. Daarbij had Cointrel bepaald dat ook het martelaarschap van de apostel te zien moest zijn. Deze bepaling paste goed bij een bredere ontwikkeling die zich rond 1600 voortdeed. In het kader van de contrareformatie moesten afbeeldingen van martelaren gelovigen aanzetten tot bewondering voor geloofsgenoten die waren vermoord vanwege hun geloof. Daarbij speelde dat in het jubeljaar 1600 veel toeristen werden verwacht in de kerk. Caravaggio most daarom haast maken met zijn werken, maar het lukte hem niet om doeken op tijd af te hebben. Het altaarstuk in de kapel wordt gevormd door het schilderij Matteüs en de engel, links daarvan bevindt zich het schilderij De roeping van Matteüs en rechts van het altaar het schilderij Het martelaarschap van Matteüs. Alle drie de werken vormen hoogtepunten in het werk van Caravaggio.

## Titelkerk
- Pierre Veuillot (1967-1968)
- François Marty (1969-1994)
- Jean-Marie Lustiger (1994-2007)
- André Vingt-Trois (2007-2025)

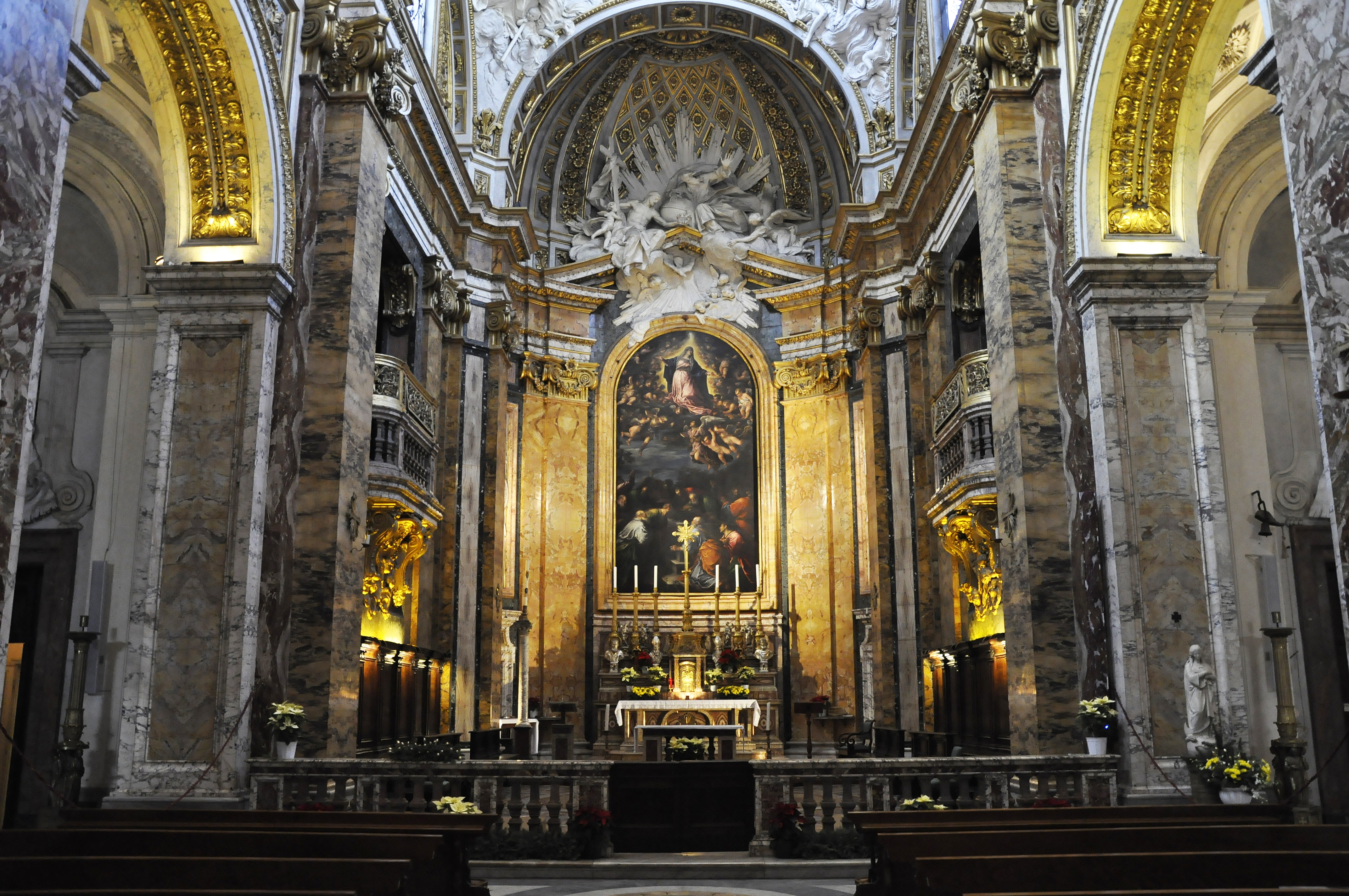
Hoofdaltaar met De hemelvaart van Francesco Bassano
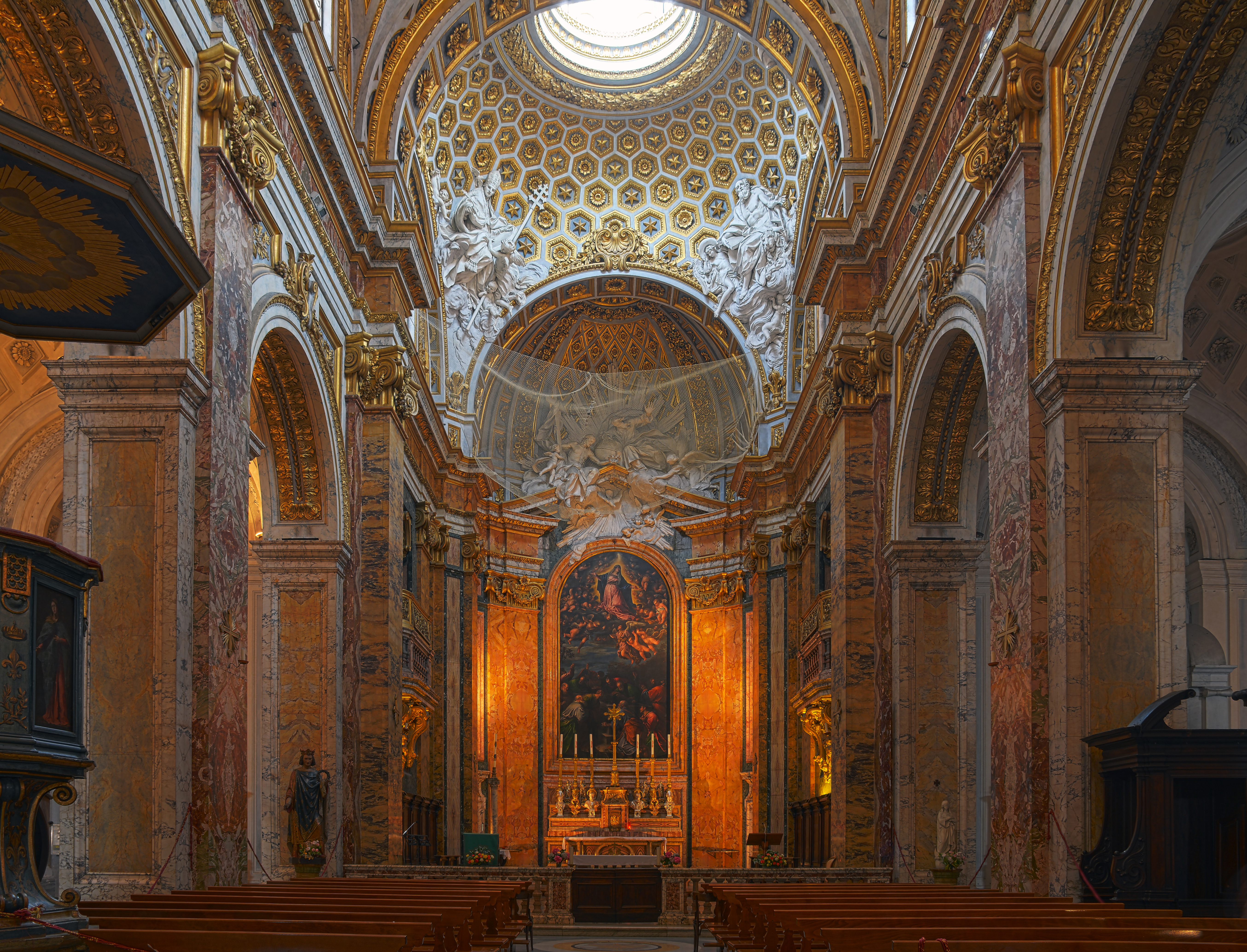
Interieur
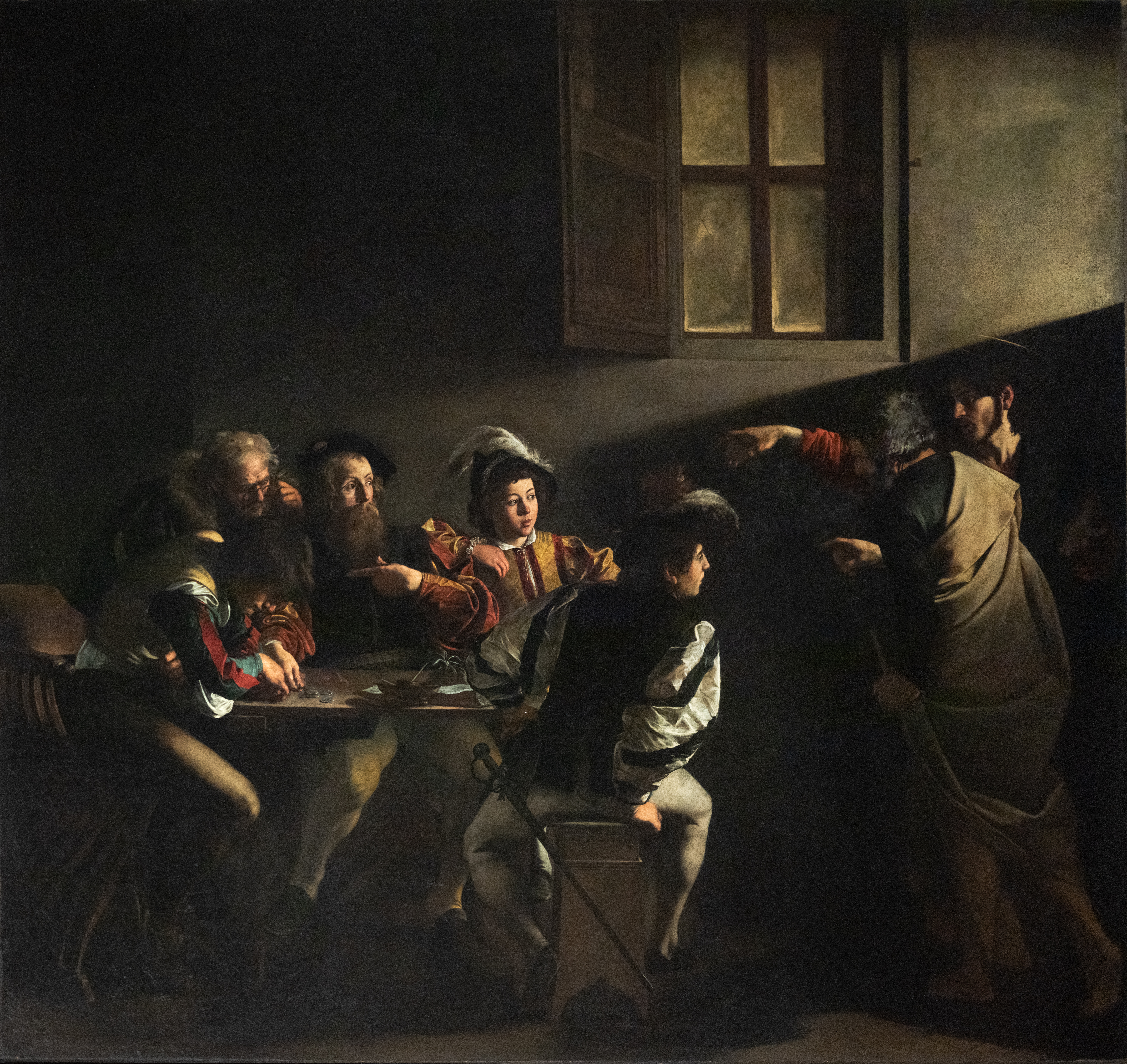
De roeping van Mattheus, door Caravaggio, in de Contarelli-kapel
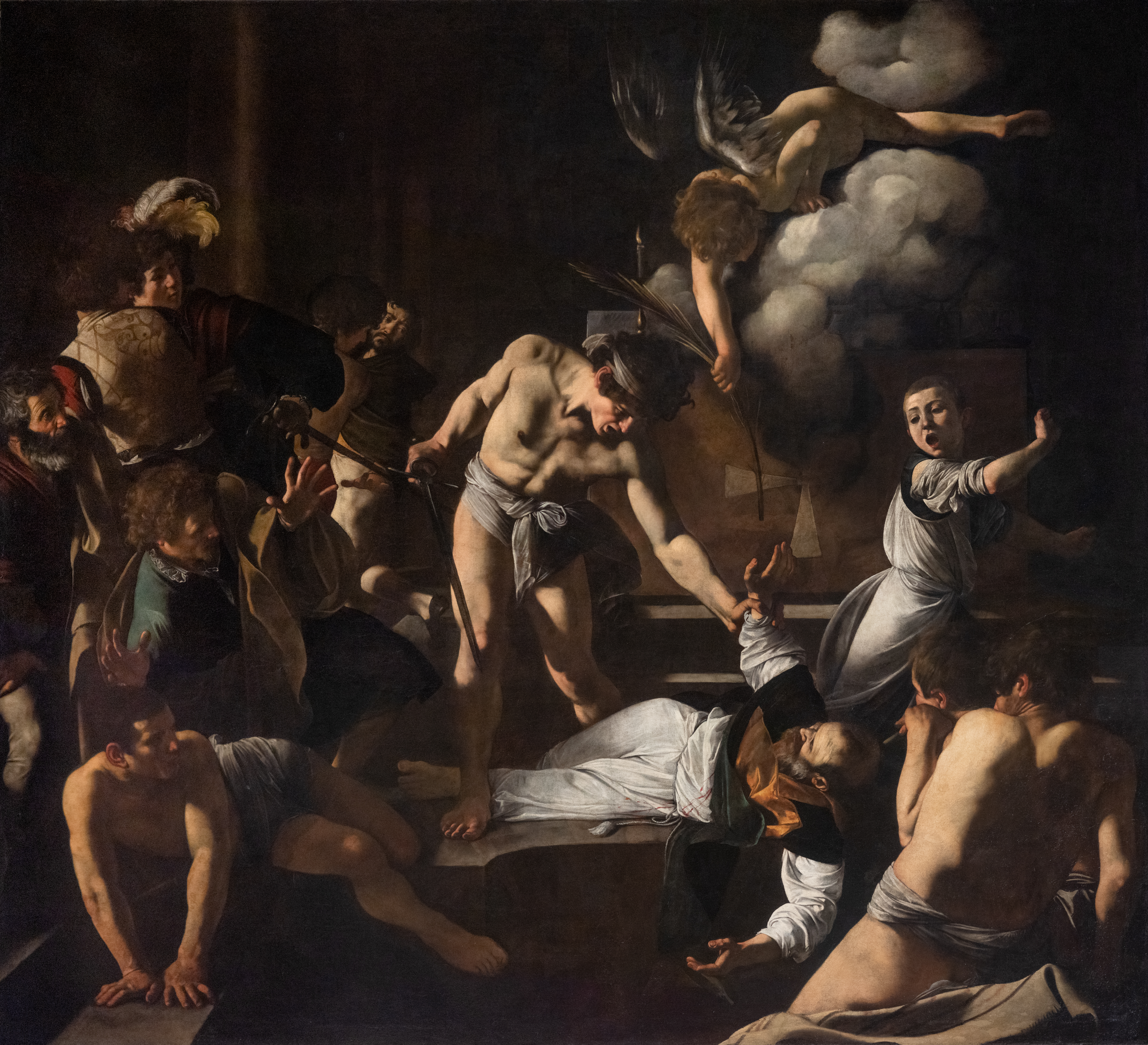
Het martelaarschap van Matteüs, door Caravaggio, in de Contarelli-kapel
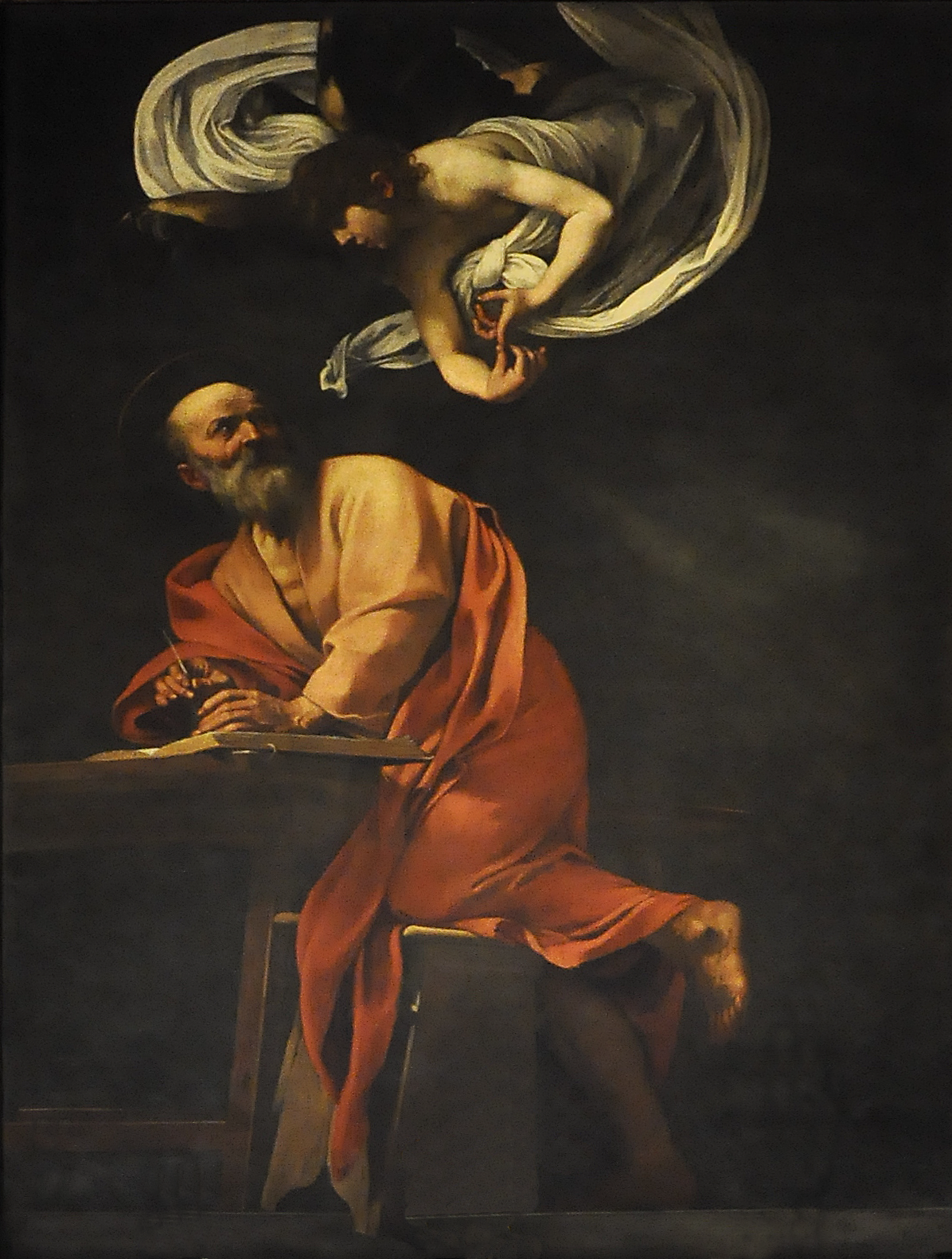
Matteüs en de engel, door Caravaggio in de Contarelli-kapel